# Glamorous
Glamorous — третий сингл американской исполнительницы Ферги. Выпущен в 2007 году. Песня входит в альбом The Dutchess. Сингл взобрался на вершину чарта Billboard, что сделало его одним из самых успешных её релизов.

## Музыкальное видео
В клипе Ферги предстаёт в образе актрисы. Она летит на частном самолёте, пьёт дорогое шампанское и вспоминает прошлое. Вначале описывается история её знакомства с рэпером Лудакрисом, затем, как Ферги с подругами воровала пирожные. Самой интригующей сценой клипа стал момент, где Лудакрис и Ферги снимаются в гангстерском боевике. После всех перипетий, Ферги возвращается на съёмочную площадку, а затем улетает. В конце клипа нам показана маленькая девочка, олицетворяющая певицу в детстве.

## Список композиций
- UK CD сингл

1. «Glamorous» (альбомная версия) 4:07
2. «True» (кавер Spandau Ballet) 3:45

- Европейский CD1

1. «Glamorous» (альбомная версия) 4:08
2. «Glamorous» (Space Cowboy Remix) 4:37

- Европейский CD2 и Австралийский CD сингл

1. «Glamorous» (альбомная версия) 4:08
2. «Glamorous» (Space Cowboy Remix) 4:37
3. «True» (кавер Spandau Ballet) 3:48
4. «Glamorous» (видеоклип) — 4:10

## Чарты
| Чарт (2007)                           | Наивысшая позиция |
| ------------------------------------- | ----------------- |
| Австралия (ARIA)                      | 2                 |
| Австрия (Ö3 Austria Top 40)           | 25                |
| Бельгия/Фландрия (Ultratop 50)        | 14                |
| Бельгия/Валлония (Ultratop 50)        | 19                |
| Канада (Billboard Canadian Hot 100)   | 12                |
| Чехия (Rádio — Top 100)               | 22                |
| Дания (Tracklisten)                   | 23                |
| Финляндия (Suomen virallinen lista)   | 7                 |
| Франция (SNEP)                        | 32                |
| Германия (GfK)                        | 16                |
| Венгрия (Rádiós Top 40)               | 2                 |
| Венгрия (Dance Top 40)                | 40                |
| Ирландия (IRMA)                       | 3                 |
| Новая Зеландия (Recorded Music NZ)    | 9                 |
| Словакия (Rádio — Top 100)            | 5                 |
| Швейцария (Schweizer Hitparade)       | 38                |
| Великобритания (OCC UK Singles)       | 6                 |
| США (Billboard Hot 100)               | 1                 |
| США (Billboard Pop Airplay)           | 2                 |
| США (Billboard Hot R&B/Hip-Hop Songs) | 41                |

| Год  | Чарт                 | Позиция |
| ---- | -------------------- | ------- |
| 2007 | German Singles Chart | 99      |